# Vanadzor
Vanadzor (Armeens: Վանաձոր) is de derde stad van Armenië. Het is de hoofdstad van de noordelijke provincie Lori en heeft een inwoneraantal van 93.823 (2001). Het staat te boek als een van de mooiste steden van Armenië. De stad wordt voorts gedomineerd door een grote chemische fabriek. De stad stond tijdens een Russische heerschappij bekend onder de naam Gharakilisa (Karakilisa) en tussen 1935 en 1990 als Kirovakan (naar Sergej Kirov).
De geschiedenis van de stad gaat terug tot de bronstijd, getuige de vondst van een tombe die nu tentoongesteld wordt in het lokale museum. De stad kreeg haar naam waarschijnlijk door een zwarte kerk die in de 13e eeuw op een heuvel in de buurt was gebouwd. Vanadzor werd in 1826 vrijwel volledig verwoest door Hasan Khan gedurende de Russisch-Perzische oorlog, maar kwam opnieuw in de economische belangstelling staan na de opening van de spoorlijn naar Tbilisi in 1899. In mei 1918 vochten de troepen van de generaal Nazarbekian tegen de Turken. Een klein monument aan de weg tussen Spitak en Vanadzor herinnert aan deze slag.

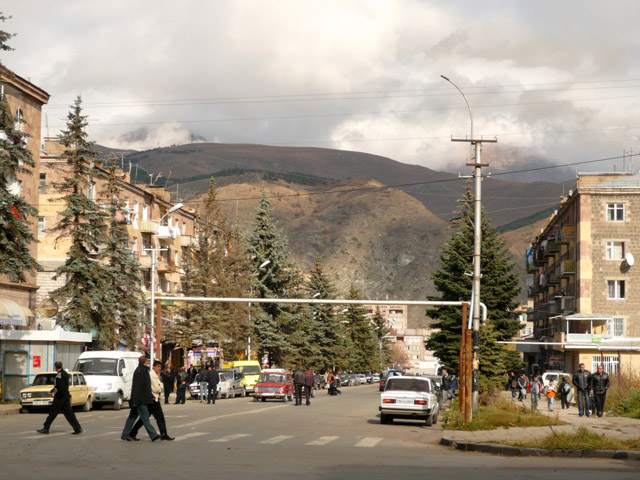
Stadsbeeld van Vanadzor.

## Zustersteden
- Pasadena, Californië, Verenigde Staten

## Geboren in Vanadzor
- Albert Azarjan (1929-2023), turner
- Sergej Alifirenko (21 januari 1959), Russisch schutter
- Rosa Linn (20 mei 2000), zangeres